# گولوره

گولوره شهری در شهرستان کوکولوگو در استان بولکیمده در بورکینافاسوی غربی مرکزی است جمعیت آن ۴۷۳۲ نفر است.